# Bamboutos Football Club
O Bamboutos Football Club é um clube de futebol com sede em Mbouda, Camarões. A equipe compete no Campeonato Camaronês de Futebol.

## História
O clube foi fundado em 1966.